# Siemidrożyce
Siemidrożyce (niem. Schöbekirch)  – wieś w Polsce położona w województwie dolnośląskim, w powiecie średzkim, w gminie Kostomłoty.

## Podział administracyjny
W latach 1975–1998 miejscowość administracyjnie należała do województwa wrocławskiego.

## Zabytki
- pałac w ruinie[5]. Parterowy pałac wybudowany na planie prostokąta, kryty dachem dwuspadowym. Do głównego wejścia na wysokim paterze, w piętrowym ryzalicie, prowadzą schody. Na prawym rogu ośmioboczna dobudówka[6].
- kościół pw. św. Bartłomieja. Na ścianach kościoła epitafia:
  - Fridricha von Falkenhayna (zm. 1590), m.in. z herbami: ojcowskim von Falkenhayn, matczynym von Mauschwitz
  - Fridricha von Falkenhayna (zm. 1590), m.in. z herbami: ojcowskim von Falkenhayn, matczynym von Mauschwitz
  - Adama von Falkenhayna (zm. 1608), m.in. z herbem ojcowskim von Falkenhayn[7].

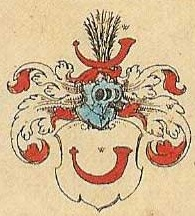
Herb von Falkenhayn
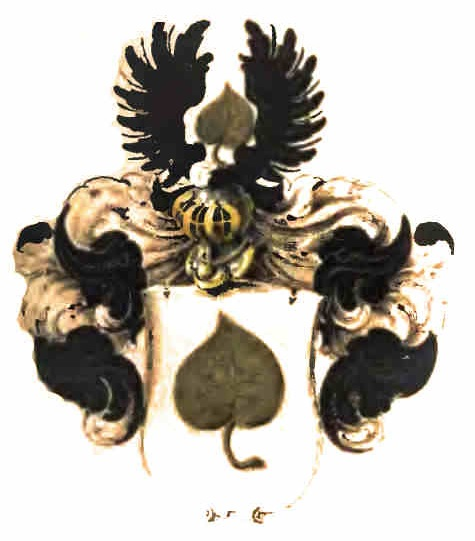
Herb von Mauschwitz